# Виноградов (город)
Виногра́дов (укр. Виногра́дів, до 1946 года — Севлюш) — город в Береговском районе Закарпатской области Украины. Административный центр Виноградовской городской общины. Расположен на правом берегу Тисы у подножия Чёрной горы, на склонах которой находится заповедник Чёрная Гора.

## Название
Первоначально город назывался «Угочей».
Название «Севлюш», что в переводе с венгерского означает «виноградный», появилось в XV веке. Город оправдывает своё название: виноградарство здесь развивают издавна.

## Географическое положение
Город расположен в южной части Закарпатской области, в пределах Закарпатской низменности, на берегу реки Тиса. Расстояние до областного центра (город Ужгород) — 108 км, до границы с Венгрией — 16 км, с Румынией — 10 км, со Словакией — 80 км, с Польшей — 110 км.
Здесь находится таможенный пост «Виноградов».

### Климат
Климат умеренно континентальный, с жарким летом и мягкой зимой. Средняя температура в июле составляет 22—25 °С, в январе — 3—4 °С. Осадков выпадает около 600—800 мм в год. Больше всего их в мае — в июне. Зима короткая: начинается в середине декабря и длится 2,5—3 месяца. 
| Показатель | Янв. | Фев. | Март | Апр. | Май  | Июнь | Июль | Авг. | Сен. | Окт. | Нояб. | Дек. | Год |
| --- | ---- | ---- | ---- | ---- | ---- | ---- | ---- | ---- | ---- | ---- | ----- | ---- | --- |
| Средний суточный максимум, °C                                                                                          | −1   | 2    | 7    | 16   | 20   | 25   | 26   | 25   | 21   | 15   | 8     | 2    | 14  |
| Средняя температура, °C                                                                                                | −2,8 | −0,2 | 4,7  | 10,7 | 15,6 | 18,5 | 19,9 | 19,4 | 15,5 | 10,3 | 4,6   | −0,4 | 9,7 |
| Средний суточный минимум, °C                                                                                           | −6   | −3   | 1    | 6    | 9    | 13   | 14   | 13   | 10   | 6    | 3     | −2   | 5   |
| Норма осадков, мм | 57   | 47   | 49   | 46   | 71   | 88   | 86   | 71   | 54   | 50   | 59    | 70   | 748 |
| Источник: Климатические данные Виноградова на сайте «www.meteoprog.ua». www.meteoprog.ua. Дата обращения: 18 мая 2020. |      |      |      |      |      |      |      |      |      |      |       |      |     |

## Население
По состоянию на 1 января 2013 года численность населения составляла 25 565 человек.
По данным переписи 2001 года, украинцы составляли 80,84 % населения Виноградова, венгры — 14,31 %, русские — 3,54 %.

### Языковой состав
Родной язык населения по данным переписи 2001 года:
| Язык       | Численность, чел. | Доля     |
| ---------- | ----------------- | -------- |
| Украинский | 20 846            | 82,13 %  |
| Венгерский | 3 436             | 13,54 %  |
| Русский    | 970               | 3,81 %   |
| Другое     | 131               | 0,52 %   |
| Итого      | 25 383            | 100,00 % |

Украинский язык является официальным и основным языком города.
По данным Государственной службы статистики Украины в 2024/25 учебном году из 69 684 получающих общее среднее образование в городских образовательных учреждениях Закарпатской области 63 677 (91,38 %) получали образование на украинском, 5 507 (7,90 %) — на венгерском, 381 (0,55 %) — на румынском, 119 (0,17 %) — на словацком.

## История
Виноградов — одно из древнейших поселений Закарпатья. Здесь уже в IX веке существовало славянское городище.
В начале X века город был захвачен венграми при их вторжении в Карпатскую горловину.
Город впервые упоминается в 1262 году, когда венгерский король Иштван V предоставил ему статус свободного королевского города. В конце XIII века он становится центром Угочанского комитата.
За активное участие населения в антифеодальном восстании 1514 года город вынужден был выплачивать контрибуцию. Во время антигабсбургской войны 1703—1711 годов власть в городе была в руках повстанцев.
После установления в 1919 году Народной власти в Закарпатье в Виноградове был создан директориум Угочанского комитата. Однако 25 апреля 1919 года город был оккупирован румынскими войсками. Интервенты учинили расправу над активистами-революционерами. Вскоре город оказался под властью Чехословакии. В городе в 1921 году была создана окружная организация Компартии Чехословакии.

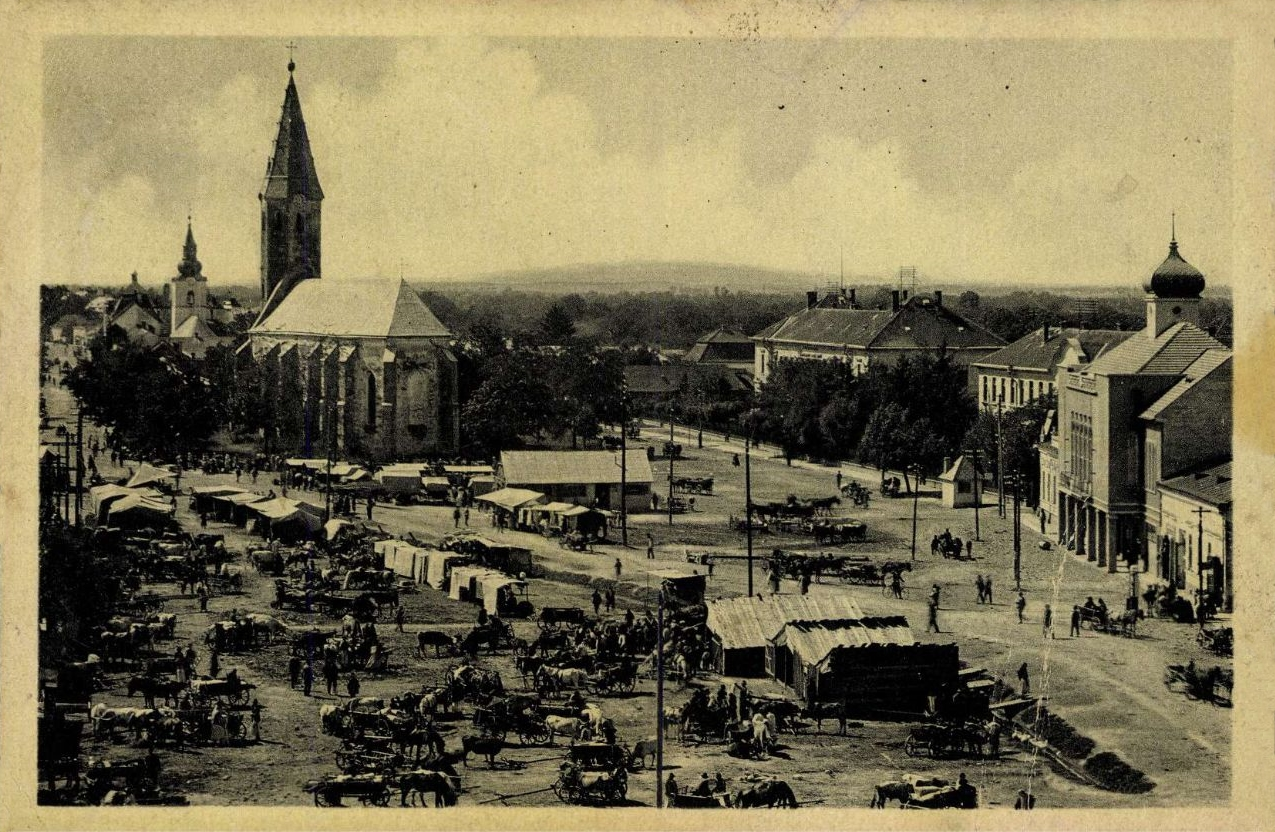
Виноградов, 1925 год

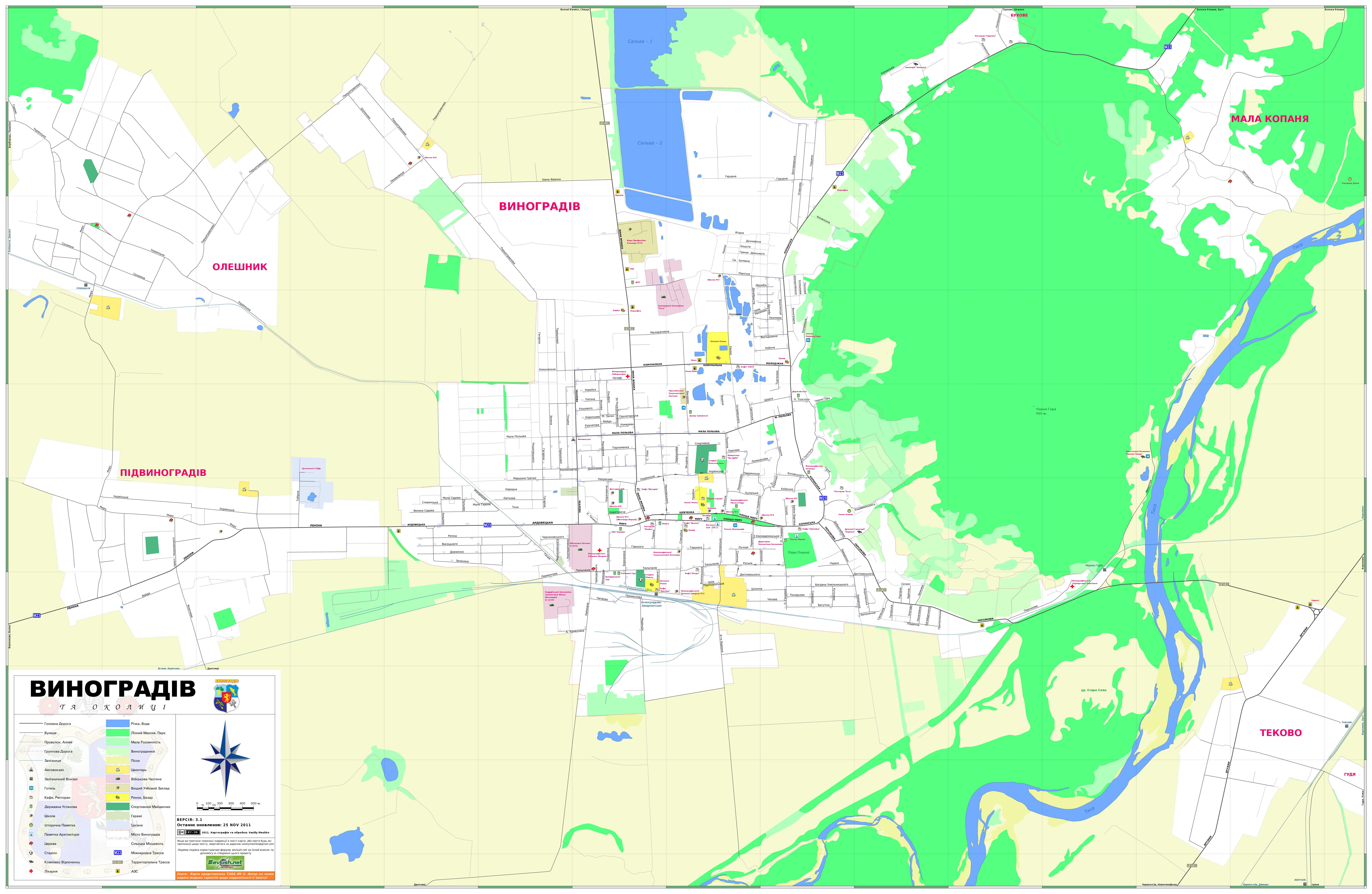
Карта-схема города с окрестностями

По решению Первого Венского арбитража 2 ноября 1938 года город остался в составе Карпатской Украины. В годы оккупации Венгрией Севлюш был одним из центров подпольного антифашистского движения в Закарпатье. В 1944 году оккупационные власти публично казнили в городе семерых подпольщиков-партизан.
24 октября 1944 года войска 4-го Украинского фронта освободили Севлюш. Признание решений Венских арбитражей ничтожными возвратило Севлюш в состав Чехословакии, а в 1945 году Закарпатская Украина была принята в состав СССР (став Закарпатской областью).
В дальнейшем, началось быстрое развитие города. В соответствии с четвёртым пятилетним планом восстановления и развития народного хозяйства СССР здесь были организованы несколько промысловых артелей, построены обувная фабрика, швейная фабрика, открыты политехникум, торгово-кооперативная школа, музыкальная школа, восемь общеобразовательных школ, Дом культуры и кинотеатр.
16 декабря 1945 года здесь началось издание районной газеты.
В 1946 году Севлюш стал городом Виноградов.
В 1968 году население составляло 20 тыс. человек, здесь действовали мебельная фабрика, швейная фабрика, обувная фабрика, кирпично-черепичный завод, завод пластмассовых санитарно-технических изделий, несколько предприятий пищевой промышленности (плодоконсервный, сыродельный и другие заводы), а также политехникум и медицинское училище.
В январе 1989 года численность населения составляла 25 663 человек, основой экономики города в это время являлись предприятия пищевой, лёгкой и радиоэлектронной промышленности.
В мае 1995 года Кабинет министров Украины утвердил решение о приватизации находившихся в городе АТП-12144, завода пластмассовых санитарно-технических изделий, сыродельного завода и ПМК № 78, в июле 1995 года было утверждено решение о приватизации обувной фабрики, совхоза «Цветочно-декоративные культуры», районной строительно-монтажной организации и хлебокомбината.

## Транспорт
Железнодорожный узел Виноградово-Закарпатское. Через город проходят железнодорожная магистраль Чоп-Чернотисов, узкоколейная железная дорога Виноградов-Иршава и автострада Ужгород-Рахов.

## Достопримечательности

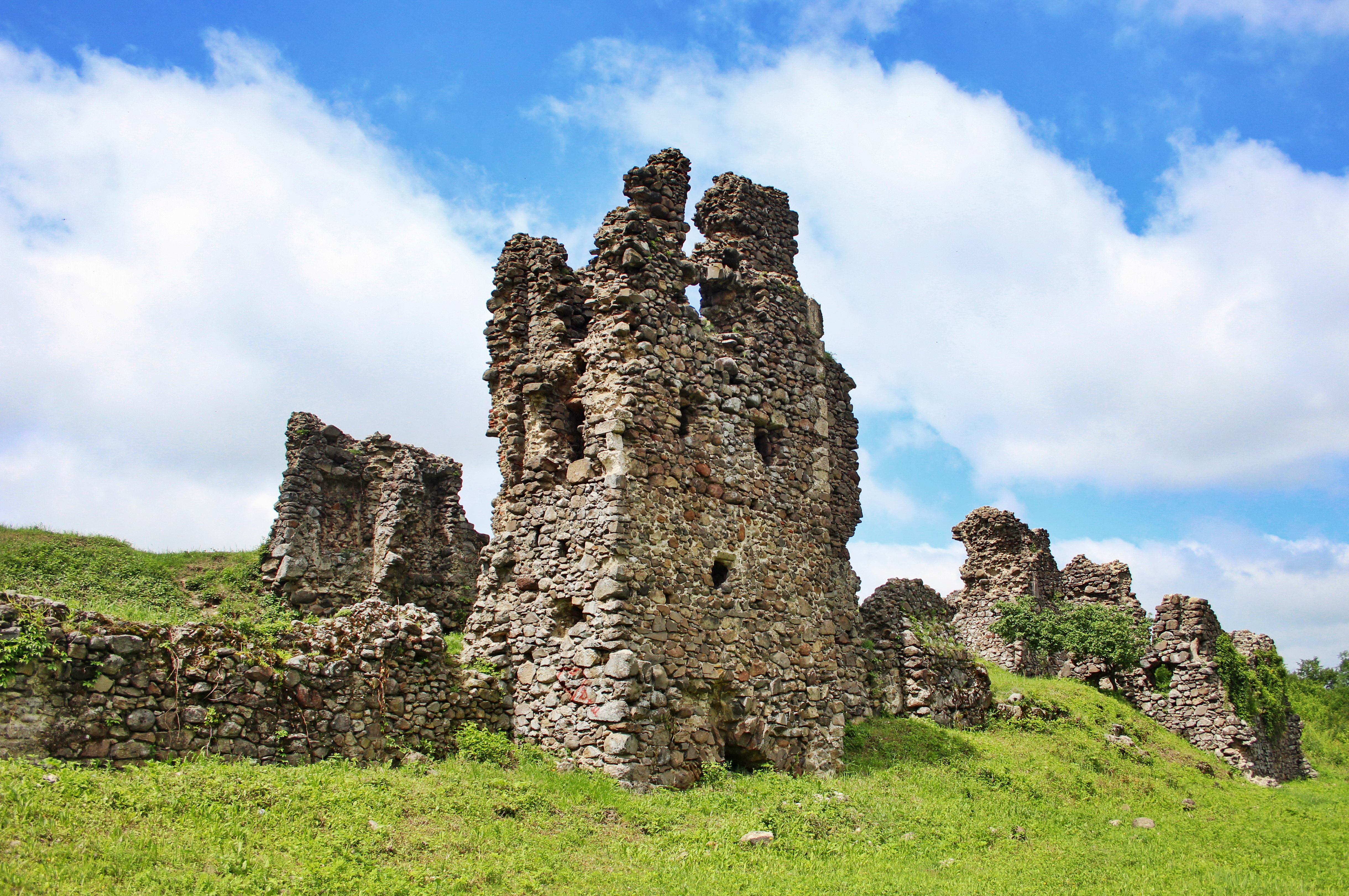
Руины замка Канков

Из памятников архитектуры заслуживают внимания здание бывшего дворца Перени (XIV в.), костёла и монастыря францисканцев (XIV—XV вв.) (в особенности костёл Вознесения) и руины замка Канков (X—XIV вв.) у подножия Чёрной горы.
В городе сооружены памятники воинам Советской Армии и партизанам-подпольщикам, погибшим в 1941—1944 гг., Б. Хмельницкому, А. Макаренко, Т. Шевченко, М. Горькому, И. Ревесу.

### Дворец Переньи

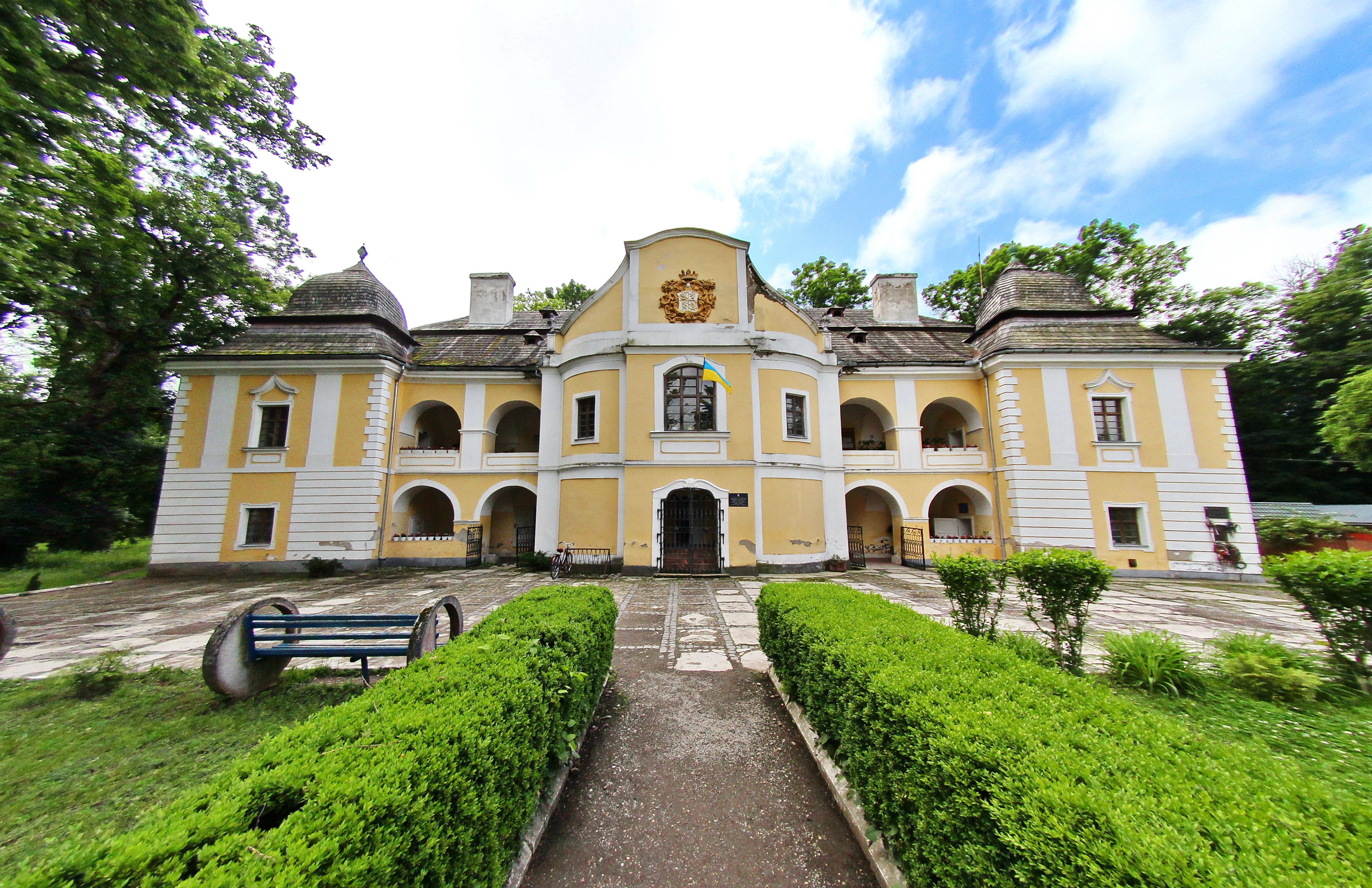
Дворец графа Переньи

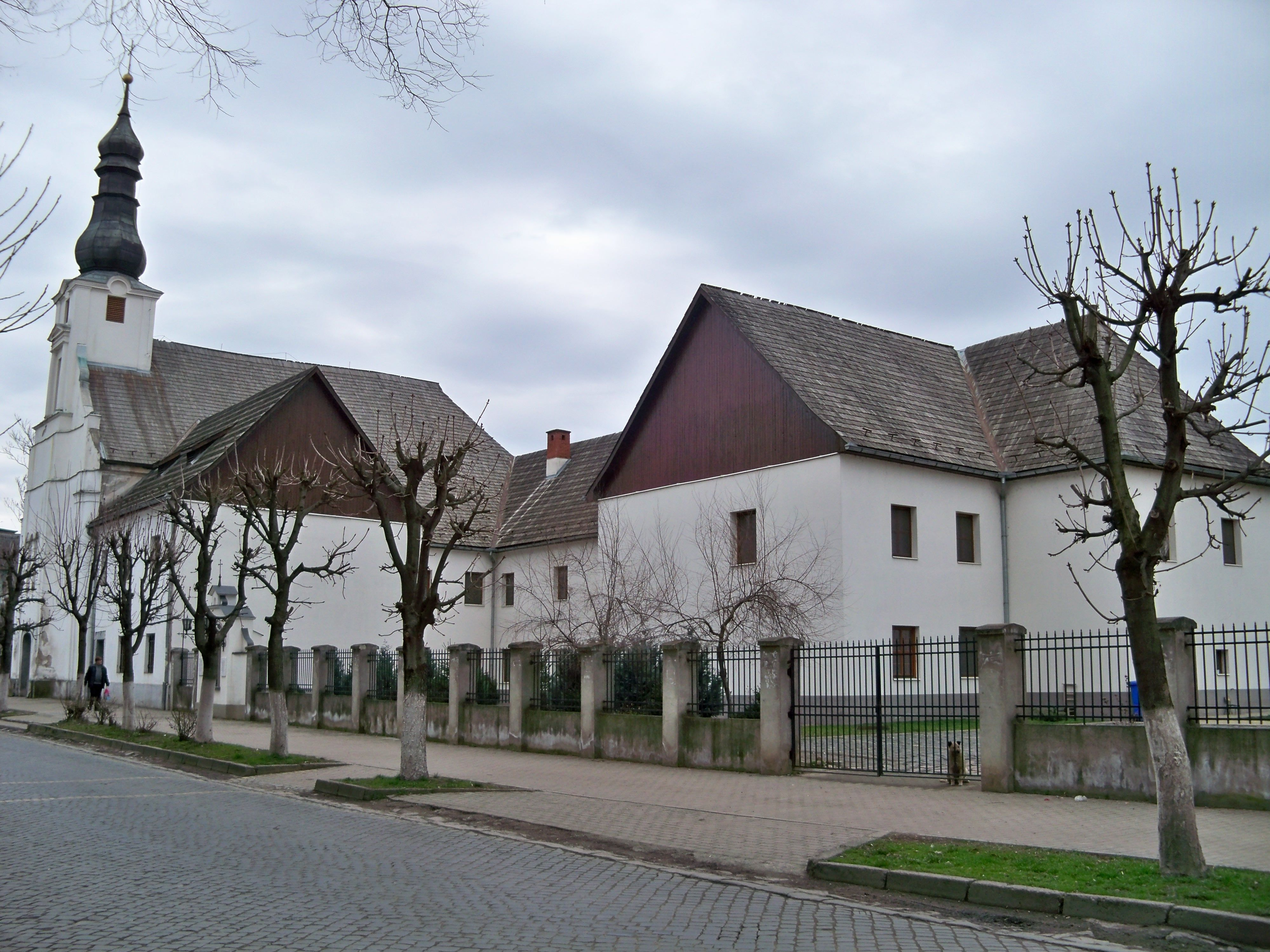
Церковь Францисканского монастыря

После штурма в 1557 году королевским войском замка, в котором находился Перени, он стал непригодным для жилья. Для его восстановления нужно много средств. Барон решил построить дворец в городе недалеко от замка, чтобы в случае опасности можно было перейти в более стратегически выгодное и безопасное место.
Сначала дворец был одноэтажным, но только в XVII веке был надстроен второй этаж, башни на углах получили красивое завершение, на центральном фасаде появились ризалит и герб, фигурные водостоки. Дворец приобрел налёт стиля барокко. Первый этаж использовался под хозяйственные нужды, на втором этаже были жилые помещения и большой зал. В последней размещалась фреска с изображением Агасфера и царицы Эсфири. Возле Дворца был разбит парк, на подходе к дворцу стоят одноэтажные флигели.

### Костёл Вознесения

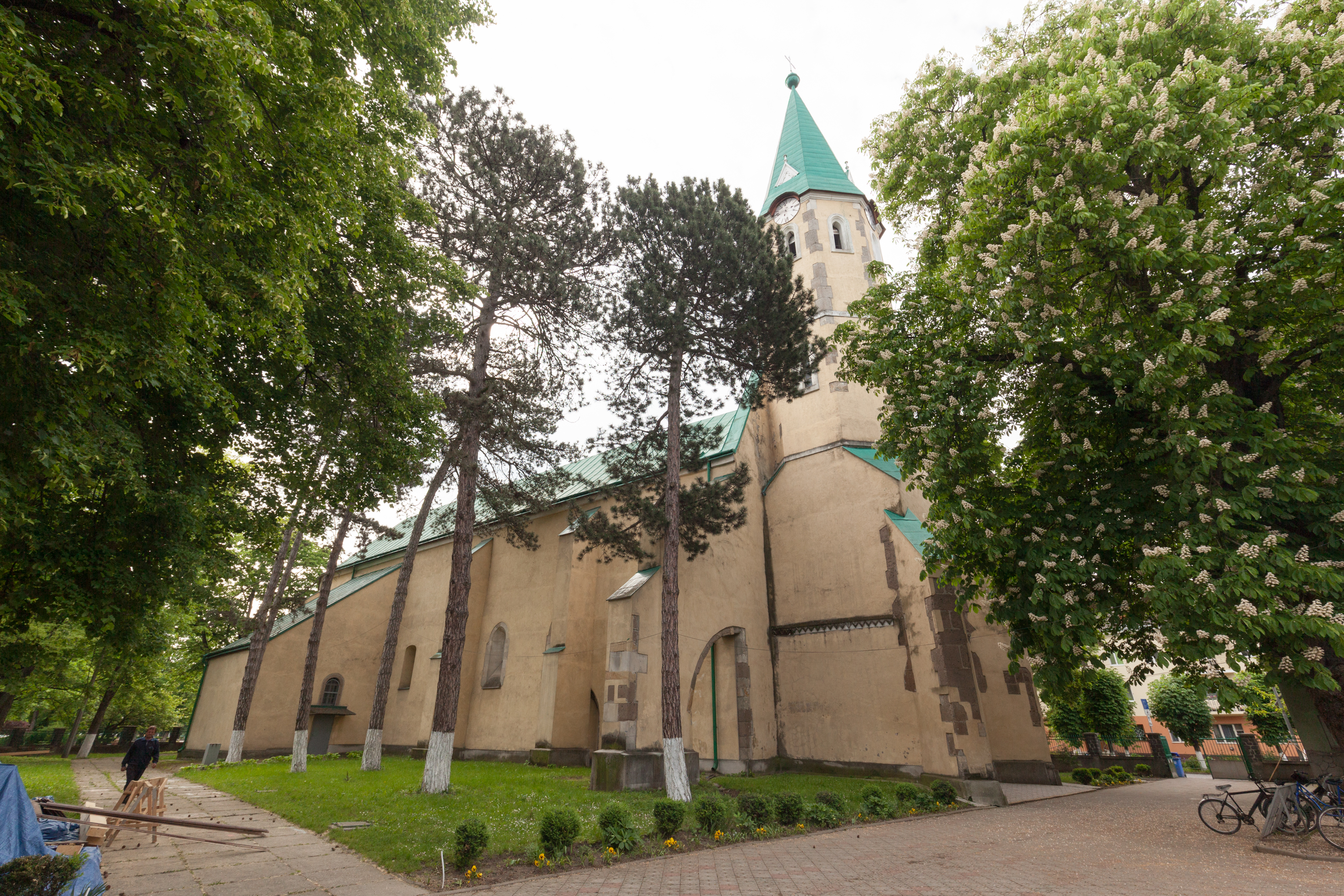
Костёл Вознесения

В середине XVIII в. построили костёл «Вознесение». Костёл имеет сложную и богатую историю. В пору расцвета города был его общественным центром. Сюда горожане приходили не только на богослужение, но и собирались для решения жизненно важных дел. С башни костёла часовой следил, не приближаются ли враги. С начала XVI в. перешёл в руки монахов-францисканцев. В 1748 году епископ из Эгера Баркоци передал древнюю постройку католикам. В память об этом событии над главным порталом костёла выбиты герб епископа. Фрески украшают костёл с XIX века. В 1998 году здание, долгое время использовавшееся не по назначению, передано римско-католической общине Виноградова.

## Известные уроженцы и жители
- Бенхард, Франтишек (1924—2006) — чешский историк, литературный критик, переводчик, прозаик.
- Надь, Эндре (1877—1938) — венгерский артист эстрады, драматург, театральный деятель.
- В начале XX в. в городе жил и выступал с концертами выдающийся венгерский композитор Бела Барток.
- Известный венгерский художник-реалист Имре Ревес (Имре Чербан, 1859—1945 гг.) провёл последние годы жизни в Виноградове, здесь умер и похоронен. В советский период его имя было присвоено средней школе № 4.

## Города-побратимы
- Ньирбатор (Венгрия)
- Дынув (Польша)
- Фехердьярмат (Венгрия)
- Вранов-над-Топлёу (Словакия)